# Митропа куп 1966.
Митропа куп 1966. је било 25. издање клупског фудбалског такмичења Митропа купа.
Такмичење је трајало од 2. марта до 19. јуна 1966. године. Фјорентина је у финалу била успешнија од  Једноте Тренчин и освојила први трофеј Митропа купа. Вашаш и Фјорентина су остварили директан пласман у полуфинале као финалисти из претходне сезоне.

## Резултати

### Прва рунда
| Меч | Клуб          | Држава   | укупан рез. | Држава       | Клуб             | 1. утак. | 2. утак. |
| --- | ------------- | -------- | ----------- | ------------ | ---------------- | -------- | -------- |
| 1   | Сарајево      | СФРЈ     | 2:4         | Аустрија     | Винер Шпорт-клуб | 2:1      | 0:3      |
| 2   | МТК           | Мађарска | 1:2         | Чехословачка | Славија Праг     | 1:0      | 0:2      |
| 3   | Адмира Вакер  | Аустрија | 2:5         | Чехословачка | Једнота Тренчин  | 2:1      | 0:4      |
| 4   | Црвена звезда | СФРЈ     | 3:2         | Италија      | Наполи           | 2:0      | 1:2      |

### Друга рунда
| Меч | Клуб            | Држава       | укупан рез. | Држава   | Клуб          | 1. утак. | 2. утак. |
| --- | --------------- | ------------ | ----------- | -------- | ------------- | -------- | -------- |
| 1   | Славија Праг    | Чехословачка | 5:6         | Аустрија | Адмира Вакер  | 4:1      | 1:5      |
| 2   | Једнота Тренчин | Чехословачка | 4:1         | СФРЈ     | Црвена звезда | 3:1      | 1:0      |

### Полуфинале
| Меч | Клуб            | Држава       | укупан рез. | Држава   | Клуб         |
| --- | --------------- | ------------ | ----------- | -------- | ------------ |
| 1   | Једнота Тренчин | Чехословачка | 1:0         | Мађарска | Вашаш        |
| 2   | Фјорентина      | Италија      | 4:2         | Аустрија | Адмира Вакер |

### Утакмица за 3. место
| Меч | Клуб  | Држава   | укупан рез. | Држава   | Клуб         |
| --- | ----- | -------- | ----------- | -------- | ------------ |
| 1   | Вашаш | Мађарска | 4:3         | Аустрија | Адмира Вакер |

### Финале
| Меч | Клуб       | Држава  | укупан рез. | Држава       | Клуб            |
| --- | ---------- | ------- | ----------- | ------------ | --------------- |
| 1   | Фјорентина | Италија | 1:0         | Чехословачка | Једнота Тренчин |

| Освајач Митропа купа 1966. |
| -------------------------- |
| Фјорентина 1. Титула       |